# أوين رينولدز
أوين رينولدز (بالإنجليزية: Owen Reynolds)‏ هو لاعب كرة قدم أمريكية أمريكي، ولد في 12 يناير 1900 في دوغلاسفيل في الولايات المتحدة، وتوفي في 11 مارس 1984.

## وصلات خارجية
- أوين رينولدز على موقع مرجع كرة القدم المحترفة.كوم (الإنجليزية)